# 僕らが考える夜
『僕らが考える夜』（ぼくらがかんがえるよる）は、2015年4月16日から9月17日まで毎週木曜0時25分 - 0時55分（水曜深夜）にフジテレビ系列で放送された討論バラエティ番組。

## 概要
若者が直面する日本の様々な問題について、AKB48グループのメンバーが、ゲスト数人と真面目に考え討論する番組。
MCは指原莉乃（HKT48）と土田晃之。

## 出演者
MC
- 指原莉乃（HKT48）
- 土田晃之

レギュラー
- AKB48グループ（AKB48・SKE48・NMB48・HKT48・NGT48）メンバー

## 放送日程
| 回 | 放送日          | 討論テーマ                                                                   | AKB48グループメンバー                                  | スタジオゲスト                                                               |
| -- | --------------- | ---------------------------------------------------------------------------- | ------------------------------------------------------ | ---------------------------------------------------------------------------- |
| 1  | 2015年 4月16日  | 何故いじめは無くならないのか?                                                | 木﨑ゆりあ、高橋朱里、宮澤佐江、横山由依               | 蛭子能収、宇野常寛、濱野智史                                                 |
| 2  | 4月23日         | 自殺したくなった事ありますか?                                                | 木﨑ゆりあ、高橋朱里、宮澤佐江、横山由依               | 蛭子能収、宇野常寛、濱野智史                                                 |
| 3  | 4月30日         | 度が過ぎた親の愛情 迷惑じゃないですか? なぜ女性たちは“すっぴん恐怖症”なのか? | 内山奈月、小笠原茉由、島田晴香、峯岸みなみ             | 岩下尚史、上島竜兵、影宮竜也、濱野智史                                       |
| 4  | 5月7日          | 同性も結婚の対象ですか?                                                      | 内山奈月、小笠原茉由、島田晴香、峯岸みなみ             | 東小雪、岩下尚史、上島竜兵、濱野智史                                         |
| 5  | 5月14日         | 家庭を持っている人を好きになったらダメですか?                                | 倉持明日香、島田晴香、高城亜樹、中村麻里子             | 岩下尚史、上島竜兵、宇野常寛、山路徹                                         |
| 6  | 5月21日         | お金がなくても幸せって本当ですか?                                            | 倉持明日香、島田晴香、高城亜樹、中村麻里子             | 岩下尚史、上島竜兵、宇野常寛、pha                                            |
| 7  | 5月28日         | 結婚しなきゃダメですか?                                                      | 阿部マリア、柏木由紀、高城亜樹、田名部生来             | 濱野智史、松居一代、ミッツ・マングローブ、才木浩子、脇坂英理子               |
| 8  | 6月4日          | あなたは社長になりたいですか?                                                | 阿部マリア、柏木由紀、高城亜樹、田名部生来             | 濱野智史、松居一代、ミッツ・マングローブ、兼元謙任、南原竜樹                 |
| 9  | 6月11日         | 総選挙 悔いなく戦い切りましたか?                                             | 阿部マリア、木﨑ゆりあ、北原里英、高橋みなみ、島田晴香 | 上島竜兵、ミッツ・マングローブ                                               |
| 10 | 6月18日         | 整形してまでキレイになりたいですか?                                          | 阿部マリア、木﨑ゆりあ、北原里英、島田晴香             | 上島竜兵、宇野常寛、ミッツ・マングローブ、ヴァニラ、アレン                   |
| 11 | 6月25日         | 好きな人にお金を貢いじゃダメですか?                                          | 阿部マリア、木﨑ゆりあ、北原里英、高橋みなみ、島田晴香 | 上島竜兵、宇野常寛、ミッツ・マングローブ、一色亜莉沙、ヒモショウヘイ         |
| 12 | 7月2日          | おじさんとの結婚はアリ?                                                      | 阿部マリア、柏木由紀、北原里英、高橋みなみ、田野優花   | 具志堅用高、ナジャ・グランディーバ、吉田育司・久恵夫妻、アタリ・まゆたん夫妻 |
| 13 | 7月9日          | 学生で億万長者になっちゃダメですか?                                          | 阿部マリア、柏木由紀、北原里英、高橋みなみ、田野優花   | 具志堅用高、ナジャ・グランディーバ、椎木里佳、梅崎健理                       |
| 14 | 7月16日         | どうしたら玉の輿に乗れますか?                                                | 阿部マリア、島崎遥香、島田晴香、峯岸みなみ、渡辺麻友   | 蛭子能収、クリス松村、秋山あこ、丸山祥子                                     |
| 15 | 7月23日         | 危険をおかしてまでスクープを撮る必要ありますか?                              | 阿部マリア、島崎遥香、島田晴香、峯岸みなみ、渡辺麻友   | 蛭子能収、クリス松村、宮嶋茂樹、長谷川まさ子                                 |
| 16 | 7月30日         | ヤンキーが社長になっちゃダメですか?                                          | 阿部マリア、島崎遥香、島田晴香、峯岸みなみ、渡辺麻友   | 蛭子能収、クリス松村、五嶋伸一、森口康志                                     |
| 17 | 8月6日          | あなたは幽霊が怖いですか?                                                    | 阿部マリア、島田晴香、西野未姫、茂木忍                 | 具志堅用高、クリス松村、丸岡いずみ、由那、吉田悠軌                           |
| 18 | 8月13日         | ダイエットをして痩せた方が人生得ですか?                                      | 阿部マリア、島田晴香、高橋みなみ、西野未姫             | 具志堅用高、クリス松村、丸岡いずみ、細山貴嶺、仲田千夏                       |
| 19 | 8月20日         | 夫が専業主夫ってアリですか?                                                  | 阿部マリア、島田晴香、高橋みなみ、西野未姫             | 具志堅用高、クリス松村、丸岡いずみ、青木武紀、宮内崇敏                       |
| 20 | 8月27日         | 僕らが考える夜 特別編 未公開名言集SP                                         | 僕らが考える夜 特別編 未公開名言集SP                   | 僕らが考える夜 特別編 未公開名言集SP                                         |
| 21 | 9月3日          | 探偵を雇ってまで浮気を確かめたいですか?                                      | 阿部マリア、加藤玲奈、木﨑ゆりあ、宮脇咲良、渡辺美優紀 | 具志堅用高、クリス松村、池田直隆、近藤かえで                                 |
| 22 | 9月10日 9月12日 | UFOの正体は何だと思いますか?                                                 | 阿部マリア、加藤玲奈、木﨑ゆりあ、宮脇咲良、渡辺美優紀 | 具志堅用高、クリス松村、津島恒夫、水木ノア                                   |
| 23 | 9月17日         | 被害者にならないためにはどうしたら良いですか?                                | 阿部マリア、加藤玲奈、木﨑ゆりあ、宮脇咲良、渡辺美優紀 | 具志堅用高、クリス松村、梅本正行、多田文明                                   |

## スタッフ
- 企画:秋元康
- ナレーター:田淵裕章
- 構成:ヒロハラノブヒコ、キシ
- TP:児玉洋
- TM:橋本雄司
- SW:小川利行
- CAM:伊郷憲二
- AUD:本間祥吾
- VE:高木稔
- LD:小熊豊（fmt）
- 美術P:内藤佳奈子
- デザイン:楠川浩之
- 美術進行:石川利久
- 大道具:岩崎隆史
- 大道具操作:西田武史
- アクリル装飾:石橋誉礼
- メイク:山田かつら
- 編集:奥山雄高
- MA:高橋友樹
- 音響効果:村松聡
- CG:前川陽介（.movs）
- TK:藤井ひと美
- デスク:小林琴美
- 技術協力:ニユーテレス、RAFT
- 美術協力:フジアール
- 衣装協力:
- 広報:佐藤未郷
- リサーチ:大森智仁
- 協力プロデューサー:夏野亮、南條祐紀
- AD:中島祥太、岩田理那
- AP:藤林千絵
- ディレクター:地濃愛、小澤雄一、牛窪真二
- 演出:新沢学（ユーフィールド）
- プロデューサー:金井尚史、上原敏明、島田勇夫
- チーフプロデューサー:濱野貴敏
- 制作協力:ユーフィールド
- 制作:フジテレビバラエティ制作センター
- 制作著作:フジテレビ

## ネット局
| 放送対象地域   | 放送局             | 系列           | 放送期間                | 放送日時                      | 備考       |
| -------------- | ------------------ | -------------- | ----------------------- | ----------------------------- | ---------- |
| 関東広域圏     | フジテレビ         | フジテレビ系列 | 2015年4月16日 - 9月17日 | 木曜 0:25 - 0:55 （水曜深夜） | 制作局     |
| 北海道         | 北海道文化放送     | フジテレビ系列 | 2015年4月16日 - 9月17日 | 木曜 0:25 - 0:55 （水曜深夜） | 同時ネット |
| 岩手県         | 岩手めんこいテレビ | フジテレビ系列 | 2015年4月16日 - 9月17日 | 木曜 0:25 - 0:55 （水曜深夜） | 同時ネット |
| 宮城県         | 仙台放送           | フジテレビ系列 | 2015年4月16日 - 9月17日 | 木曜 0:25 - 0:55 （水曜深夜） | 同時ネット |
| 山形県         | さくらんぼテレビ   | フジテレビ系列 | 2015年4月16日 - 9月17日 | 木曜 0:25 - 0:55 （水曜深夜） | 同時ネット |
| 福島県         | 福島テレビ         | フジテレビ系列 | 2015年4月16日 - 9月17日 | 木曜 0:25 - 0:55 （水曜深夜） | 同時ネット |
| 長野県         | 長野放送           | フジテレビ系列 | 2015年4月16日 - 9月17日 | 木曜 0:25 - 0:55 （水曜深夜） | 同時ネット |
| 岡山県・香川県 | 岡山放送           | フジテレビ系列 | 2015年4月16日 - 9月17日 | 木曜 0:25 - 0:55 （水曜深夜） | 同時ネット |
| 広島県         | テレビ新広島       | フジテレビ系列 | 2015年4月16日 - 9月17日 | 木曜 0:25 - 0:55 （水曜深夜） | 同時ネット |
| 高知県         | 高知さんさんテレビ | フジテレビ系列 | 2015年4月16日 - 9月17日 | 木曜 0:25 - 0:55 （水曜深夜） | 同時ネット |
| 福岡県         | テレビ西日本       | フジテレビ系列 | 2015年4月16日 - 9月17日 | 木曜 0:25 - 0:55 （水曜深夜） | 同時ネット |
| 新潟県         | 新潟総合テレビ     | フジテレビ系列 | 2015年4月23日 - 10月1日 | 木曜 1:00 - 1:30 （水曜深夜） | 遅れネット |
| 静岡県         | テレビ静岡         | フジテレビ系列 | 2015年4月28日 - 9月26日 | 土曜 1:15 - 1:45 （金曜深夜） | 遅れネット |
| 佐賀県         | サガテレビ         | フジテレビ系列 | 2015年4月30日 - 10月8日 | 木曜 0:25 - 0:55 （水曜深夜） | 遅れネット |

## 臨時ニュース割り込み事件
放送終了後、「臨時ニュースが挟まるなど聞いていない」等、視聴者から2万9千件に及ぶ苦情がフジテレビから抗議電話、抗議メールに殺到した。これを受けフジテレビは当番組を同年9月12日に取り直し放送した。